# Nionia minor
Nionia minor är en insektsart som beskrevs av Henry Fairfield Osborn 1924. Nionia minor ingår i släktet Nionia och familjen dvärgstritar. Inga underarter finns listade i Catalogue of Life.